# Anshun
Anshun (安顺; pinyin: Ānshùn) er en by på præfekturniveau i provinsen Guizhou i det sydlige Kina. Befolkningen innen prefekturgrensene anslås (2004) til 283.000.
Anshun var en blomstrende by i opiumhandelens dage i 1800-tallet. Den er i dag et vigtigt handelscenter. I dette område produceres grøn te, stål og maskinvarer. Byen har også levnedsmiddelindustri. Den er kendt for sin produktion af sakse og for sine læderprodukter.

## Administrative enheder
Anshun består af et bydistrikt, to amter og tre autonome amter:
- Bydistriktet Xixiu – 西秀区 Xīxiù Qū ;
- Amtet Pingba – 平坝县 Píngbà Xiàn ;
- Amtet Puding – 普定县 Pǔdìng Xiàn ;
- De autonome amt Guanling for buyei- og miaofolkene – 关岭布依族苗族自治县 Guānlǐng bùyīzú miáozú Zìzhìxiàn ;
- De autonome amt Zhenning for buyei- og miaofolkene – 镇宁布依族苗族自治县 Zhènníng bùyīzú miáozú Zìzhìxiàn ;
- De autonome amt Ziyun for miao- og buyeifolkene – 紫云苗族布依族自治县 Zǐyún miáozú bùyīzú Zìzhìxiàn.

## Trafik
Kinas rigsvej 320 går gennem området. Den begynder i Shanghai og løber mod sydvest til grænsen mellem provinsen Yunnan og Burma. Undervejs passerer den blandt andet Hangzhou, Nanchang, Guiyang, Kunming og Dali.
26°15′N 105°56′Ø / 26.250°N 105.933°Ø